# Martin Ludwig von Eichmann
Martin Ludwig von Eichmann (* 18. Februar 1710 in Kolberg; † 27. Dezember 1792 in Wesel) war ein preußischer General der Infanterie.

## Leben
Er war einer der vier Söhne des Rechtsgelehrten, Kolberger Bürgermeisters und späteren Landrats Ewald Joachim von Eichmann (1653–1714). Vom Vater ursprünglich ebenfalls für einen akademischen Weg vorgesehen, entschied er sich anders und trat 1725 in das Infanterieregiment „von Grumbkow“ ein. Eichmann stand nun die erste Zeit in unmittelbaren Diensten des Generalfeldmarschalls Grumbkow, der ihn mit verschiedenen, vor allem theoretischen Aufgaben betraute. 1730 wurde er in den Dienst des sächsischen Generalmajors Grumkow, Bruder des obigen delegiert, wo er 1732 zum Fähnrich, wenig später zum Adjutant avancierte. 1734 war er bei der Belagerung von Danzig zugegen. Fürst Czartoryski ließ sich von ihm in preußischen Waffenübungen unterrichten und empfahl Eichmann zu diesem Zwecke auch an Stanisław Poniatowski, den Vater des späteren letzten Königs der Republik. Noch im Polnischen Thronfolgekrieg geriet er bei Neustadt in Gefangenschaft, wurde aber vom Kommandierenden General Lacy bald wieder freigesetzt.
Er wurde dann nach Preußen zurückberufen und avancierte bei seinem alten Regiment 1735 zum Sekondeleutnant und 1740 zum Premierleutnant. Im Österreichischen Erbfolgekrieg wurde er nach der Schlacht bei Chotusitz, wo Eichmann sich auszeichnete, zum Stabskapitän befördert. 1744 nahm er an der erfolgreichen Eroberung von Prag teil. Anschließend wechselte er zum Nassauschen Korps nach Körlin und übernahm dort die Funktion des Intendanten und Generalquartiermeisters. Als solche hatte er früher bereits unter General du Moulin und Feldmarschall Jeetz gedient. Bei Hohenfriedberg wurde Eichmann leicht verwundet, stand aber vor Soor bereits wieder im Felde. Anschließend bekam er seine eigene Kompanie. 1756 avancierte Eichmann zum Major. Vor Lowositz konnte er sich erneut auszeichnen und erhielt dafür den Orden Pour le Mérite.
Im Siebenjährigen Krieg wohnte er auch den Schlachten von Prag, Kollin, Moys und Breslau bei. In den Jahren 1758 und 1759 stand er im Regiment des Königs. 1760 wurde er zum Oberstleutnant befördert. Am 15. März 1760 kommandierte er ein Bataillon des Regiments und konnte sich vor Neustadt gegen sechs feindliche Kavallerieregimenter verteidigen. In Torgau schließlich hatte sich sein Bataillon auf 35 Mann reduziert, dennoch konnte er ein Bataillon Kroaten nebst Artillerie aufgreifen. Es war nur konsequent, dass ihn der König 1761 zum Oberst beförderte. 1762 wechselte er zum Regiment „Prinz Heinrich“, mit dem er vor Freiberg siegreich war. 1766 erhielt er das Infanterieregiments Nr. 48 und wurde 1767 zum Generalmajor befördert. Er nahm am Bayerischen Erbfolgekrieg aktiv teil, während sein Regiment in Wesel Garnison nahm. 1781 beförderte ihn der König zum Generalleutnant. Im Januar 1791 dimittierte als General der Infanterie mit Pension.  Er verstarb ein Jahr später.
Eichmann war auch Ritter des Schwarzen Adlerordens.
Im Jahre 1787 besaß Eichmann nach der Vasallentabelle die pommerschen Güter Fichthof, Grünhof, Kösternitz, Lindenhof und Steglin.
Eichmann war zweimal vermählt. 1764 heiratet er Helene Modeste Tugendreich von Oldenburg, die jüngste Tochter des preußischen Generalmajors Georg Friedrich von Oldenburg. Nach dem Tod seiner ersten Gattin heiratete er 1782 Sophie Eleonore Henriette von Cordier (* 1756), Tochter des Oberst Benjamin de Cordier (1702–1769).